# Associação dos Salesianos Cooperadores
A Associação dos Salesianos Cooperadores é uma organização de leigos católicos, fundada em 1841 e com íntima ligação com a obra de São João Bosco e a Congregação Salesiana, pertencendo, desse modo, à família salesiana.
A primeira salesiana Cooperadora foi a própria Mãe de São João Bosco, Mamãe Margarida (Margherita Occhiena).
Em Portugal, o membro mais notável da Associação dos Salesianos Cooperadores foi a Beata Alexandrina de Balazar.